# Salicornioideae
Las Salicornioideae es una subfamilia de las Amaranthaceae, formarmente en la familia de las Chenopodiaceae. Comprende una sola tribu Salicornieae. Las plantas de esta subfamilia son todas suculentas, halófitas costeras.

## Géneros
- Allenrolfea
- Arthrocnemum
- Halocnemum
- Halopeplis
- Halostachys
- Heterostachys
- Kalidium
- Microcnemum
- Salicornia
- Sarcocornia
- Tecticornia